# Setanta Sports Cup 2007
Le tournoi du Setanta Sports Cup 2007 est un tournoi qui comprend des équipes de l'Irlande et d'Irlande du Nord. Il a été remporté par Drogheda United le 12 mai 2007

## Phase de groupes

### Groupe 1
| Rang | Équipe          | Pts | J | G | N | P | Bp | Bc | Diff |  | Résultats (▼ dom., ► ext.) | Drapeau de l'Irlande du Nord (drapeau du Royaume-Uni) |     |     | Drapeau de l'Irlande du Nord (drapeau du Royaume-Uni) |
| ---- | --------------- | --- | - | - | - | - | -- | -- | ---- |  | -------------------------- | ----------------------------------------------------- | --- | --- | ----------------------------------------------------- |
| 1    | Linfield FC     | 12  | 6 | 3 | 3 | 0 | 8  | 5  | +3   |  | Linfield FC                |                                                       | 0-0 | 2-1 | 1-1                                                   |
| 2    | Drogheda United | 11  | 6 | 3 | 2 | 1 | 5  | 2  | +3   |  | Drogheda United            | 0-1                                                   |     | 2-1 | 2-0                                                   |
| 3    | Derry City      | 5   | 6 | 1 | 2 | 3 | 6  | 8  | -2   |  | Derry City                 | 2-2                                                   | 0-0 |     | 1-2                                                   |
| 4    | Glentoran FC    | 4   | 6 | 1 | 1 | 4 | 4  | 8  | -4   |  | Glentoran FC               | 1-2                                                   | 0-1 | 0-1 |                                                       |

### Groupe 2
| Rang | Équipe                 | Pts | J | G | N | P | Bp | Bc | Diff |  | Résultats (▼ dom., ► ext.) |     |     | Drapeau de l'Irlande du Nord (drapeau du Royaume-Uni) | Drapeau de l'Irlande du Nord (drapeau du Royaume-Uni) |
| ---- | ---------------------- | --- | - | - | - | - | -- | -- | ---- |  | -------------------------- | --- | --- | ----------------------------------------------------- | ----------------------------------------------------- |
| 1    | St. Patrick's Athletic | 16  | 6 | 5 | 1 | 0 | 17 | 3  | +14  |  | St. Patrick's Athletic     |     | 1-0 | 5-0                                                   | 3-0                                                   |
| 2    | Cork City FC           | 10  | 6 | 3 | 1 | 2 | 14 | 5  | +9   |  | Cork City FC               | 1-3 |     | 2-1                                                   | 4-0                                                   |
| 3    | Dungannon Swifts       | 4   | 6 | 0 | 4 | 2 | 6  | 12 | -6   |  | Dungannon Swifts           | 2-2 | 0-0 |                                                       | 1-1                                                   |
| 4    | Portadown FC           | 2   | 6 | 0 | 2 | 4 | 3  | 20 | -17  |  | Portadown FC               | 0-3 | 0-7 | 2-2                                                   |                                                       |

## Finale
Drogheda United 1-1 Linfield FC

(à Windsor Park, Belfast)

(Drogheda gagne 4 à 3 aux tirs au but)